# مجلة تراث الإنسانية
مجلة تراثُ الإنسانية: هي مجلة مصرية أصدرتها «وزارة الثقافة والإرشاد القومي» بين عامي [1962م- 1971م]، تُعنى بالتعريف بأهمِّ الكتب التي أثَّرت في الحضارة الإنسانية، وعددُ الكتب التي عُرفت بها المجلة يُقارب (400) كتابٍ. 

## عن المجلة
تراثُ الإنسانية: سلسلةٌ تتناول بالتعريف والبحث والتحليل روائعَ الكتب التي أثَّرت في الحضارة منذ أقدم الأزمنة حتى اليوم، فانتقى القائمون على هذه السلسلة طائفةً من أُمَّات الكتب العربية والغربية، وخصُّوا كل كتاب من الكتب العالمية الخالدة -عربية وأجنبية- بفصلٍ يبدأ بترجمة مُوجزة مستوعِبة لصاحب الكتاب، مع عرض سريع لكُتُبه الأخرى، ثم يلي ذلك تلخيص دارس للكتاب المختار، وتحليل لمادته، وبيان مكانته، وإيراد شواهدَ منه تدلُّ على أسلوب الكاتب، وطريقته في التفكير.
وقد اختارت المؤسسة -لكتابة هذه الفصول- طائفةً من صفوة الكُتَّاب، والأدباء، والعلماء، وأساتذة الجامعات، والمتخصصين أمثال: العقاد، وأبو زهرة، وزكي نجيب محمود، وعلي أدهم، وشوقي ضيف، وغيرهم.
خرجت تلك السلسلة في أعدادٍ، ظهر منها عددٌ كل شهر، ثم صار يظهر منها عددٌ كل ثلاثة شهور.
وكان بدء ظهورها في عام 1962م وحتى عام 1971م اكتملت في 14 مجلدًا.
وقد عرضت لـ(132) كتابًا عربيًّا و(256) كتابًا غير عربي من مختلف اللغات الغربية والشرقية.

## كشافات المجلة
صدر للمجلة عدة كشافات منها:
- كشَّاف تراث الإنسانية من إعداد المفهرِسة القطرية مريم السيد، وقد طبعته جامعة قطر في عام 1990م.
- فهرسة مقالات مجلة تراث الإنسانية، إعداد د. عبدالله السحيم، ونشر على موقع الألوكة في عام 2016م. [3]